# Гарь (Архангельская область)
Гарь — деревня в Каргопольском районе Архангельской области России. Входит в состав муниципального образования «Ошевенское».

## История
В «Списке населённых мест Российской империи», изданном в 1879 году, населённый пункт упомянут как деревня Каргопольского уезда (2-го стана), при речке Чурьеге, расположенная в 49 верстах от уездного города Каргополь. В деревне насчитывалось 42 двора и проживало 328 человек (142 мужчины и 186 женщин). Функционировали православная часовня, две мельницы и кузница.
По данным 1920 года имелось 78 хозяйств и проживало 465 человек (210 мужчин и 255 женщин). В административном отношении деревня входила в состав Гариевского районного совета Ошевенской волости Каргопольского уезда Вологодской губернии.

## География
Деревня находится в юго-западной части Архангельской области, в южной зоне средней тайги, на правом берегу реки Чурьеги, на расстоянии примерно 44 километров (по прямой) к северо-северо-западу (NNW) от города Каргополь, административного центра района. Абсолютная высота — 120 метров над уровнем моря.

### Часовой пояс
Гарь, как и вся Архангельская область, находится в часовой зоне МСК (московское время). Смещение применяемого времени относительно UTC составляет +3:00.

## Население
| 2002 | 2010 | 2012 |
| ---- | ---- | ---- |
| 28   | ↘11  | ↗15  |

Национальный состав
Согласно результатам переписи 2002 года, в национальной структуре населения русские составляли 97 %.